# IC 2499
IC 2499 ist eine Galaxie vom Hubble-Typ S im Sternbild Löwe an der Ekliptik. Sie ist schätzungsweise 441 Millionen Lichtjahre von der Milchstraße entfernt. 
Das Objekt wurde am 23. Mai 1903 von Stéphane Javelle entdeckt.